# Eucosmomorpha albersana
Eucosmomorpha albersana là một loài bướm đêm thuộc họ Tortricidae. Nó được tìm thấy ở hầu hết châu Âu (except Iceland, Ireland, bán đảo Iberia, hầu hết the Balkan Peninsula và Ukraina), phía đông đến Cận Đông và phần phía đông của the Palearctic ecozone. Nó cũng được tìm thấy ở Bắc Mỹ.
Sải cánh dài 13–17 mm. Con trưởng thành bay từ tháng 5 đến tháng 6. Chúng bay vào buổi chiều và sau khi trời tối.
Ấu trùng ăn Lonicera species, nhưng có ghi chép ghi nhận chúng hiện diện trên Symphoricarpos alba. 